# Розен, Герард Владимирович фон
Барон Ге́рард Влади́мирович фон Ро́зен (Герхард Пауль фон Розен; нем. Gerhard Paul von Rosen; 9 октября 1856, Раквере, Эстляндская губерния, Российская империя — 23 января 1927, Лихтерфельде, Берлин, Веймарская республика) — русский художник-пейзажист и преподаватель; являлся одной из ключевых фигур художественной жизни предреволюционной Риги.

## Биография
Родился в 1856 году в Вейсенберге, Эстляндской губернии (ныне — Раквере, Эстония). Выходец из остзейского баронского рода Розенов. Учился в Императорской академии художеств в Санкт-Петербурге (1873—1878); специализировался сперва по классу архитектуры, затем по классу живописи. Несколько лет прослужил в армии вольноопределяющимся, после чего продолжил обучение живописи в Дюссельдорфской академии художеств в мастерской художника-пейзажиста, также русского немца Евгения Дюккера (1883—1886).
Вернувшись в Россию, Розен с 1886 по 1890 год работал художником в Санкт-Петербурге, а в 1891 году переехал в Ригу, где сперва преподавал живопись в частной рисовальной школе Элизы Юнг-Штиллинг, а в дальнейшем был её директором (1904—1906). Начиная с 1896 года параллельно с работой в рисовальной школе, преподавал живопись в Рижском политехническом институте (с 1911 года — профессор). Помимо этого, с 1906 по 1909 год преподавал живопись в городской (государственной) рисовальной школе.
На фоне событий Гражданской войны в России и роста антинемецких настроений в провозгласившей свою независимость Латвии, барон Герард фон Розен в 1919 году вышел в отставку с должности профессора и в следующем году уехал в Германию, где проживал в Берлине и Померании.
Скончался в 1927 году в пригороде Берлина.
Пейзажи Розена хранятся в музейных собраниях Риги, Тарту и Дюссельдорфа, а также в частных коллекциях.

## Галерея

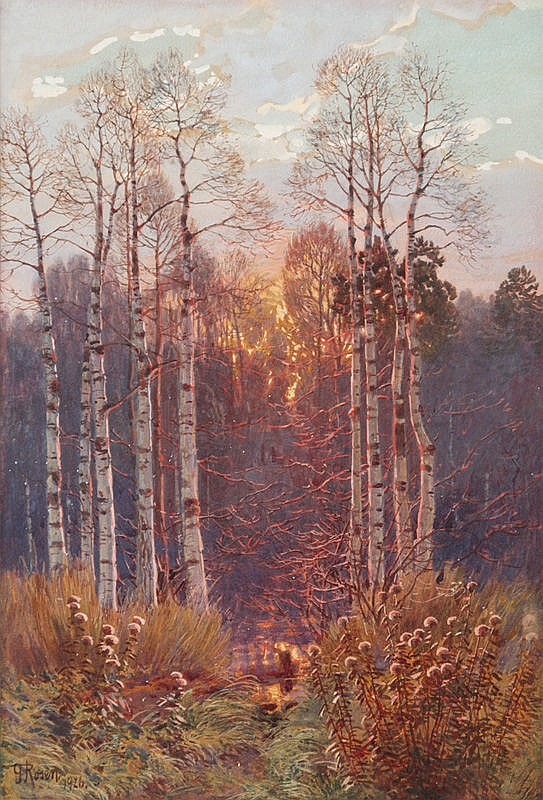
Берёзовый лес на закате
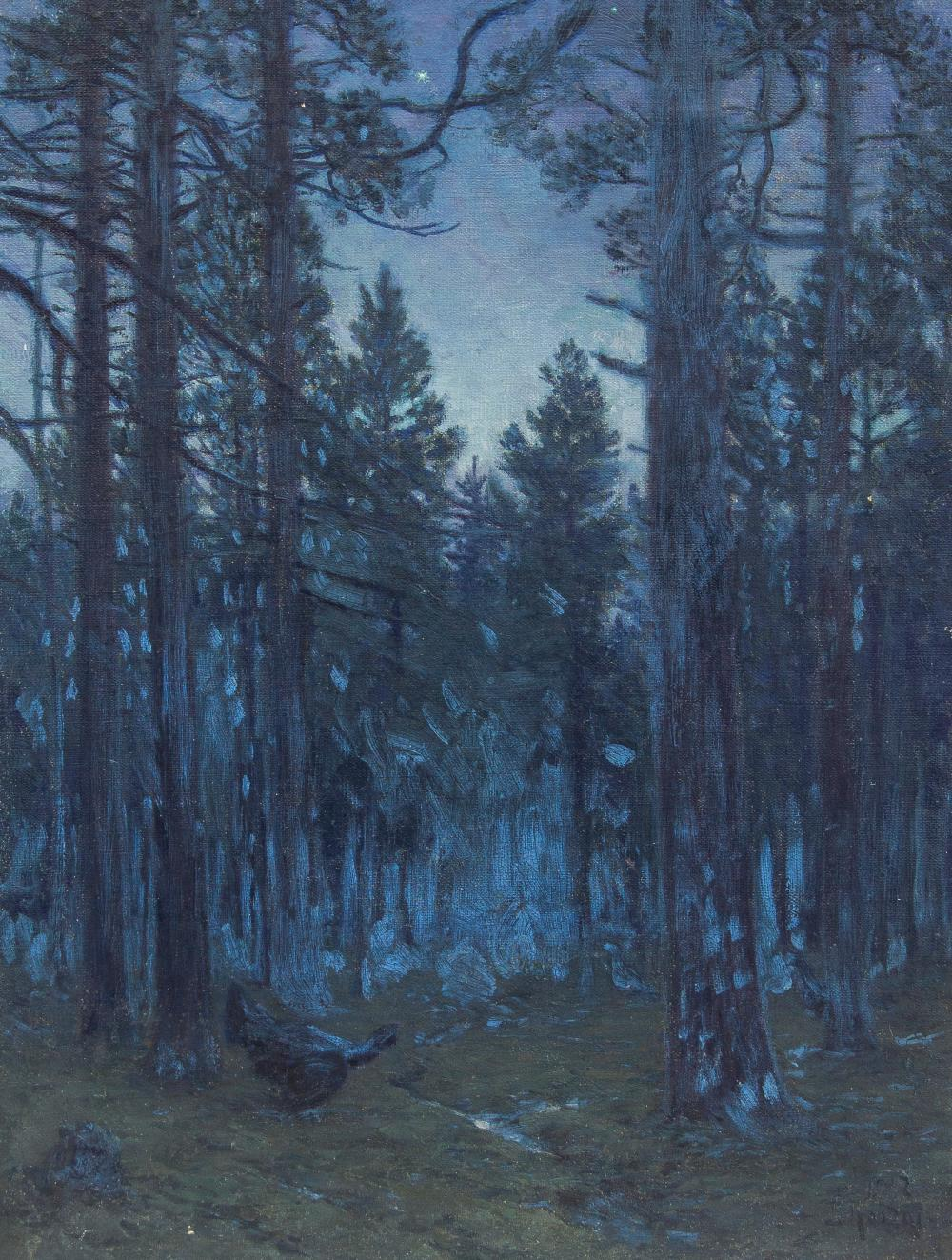
Ночной пейзаж с глухарём
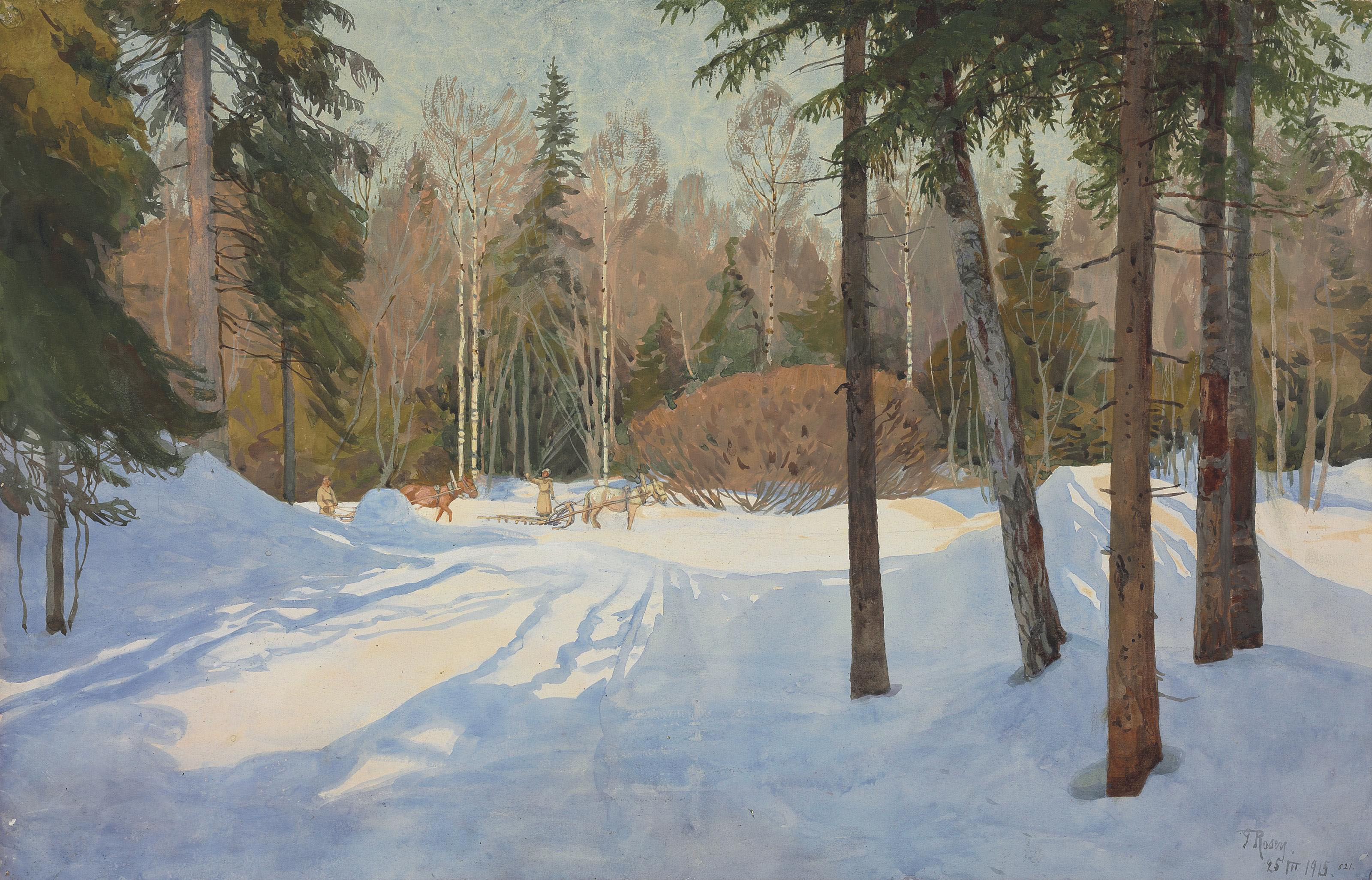
Лес зимой
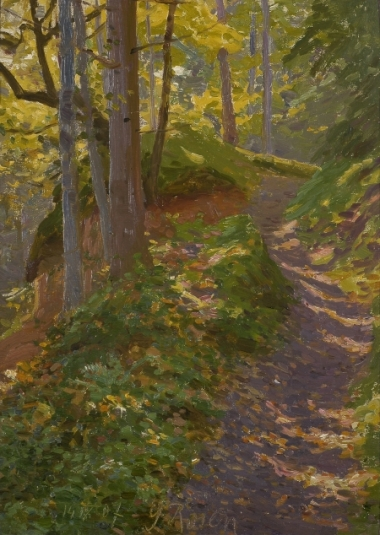
Тропинка в холмистом лесу